# Entzheim
Entzheim je občina v departmaju Bas-Rhin francoske regije Alzacija.
Leta 1990 je v občini živelo 1 796 oseb oz. 220 oseb/km².